# I Love You Period
I Love You Period is een nummer van de Amerikaanse zanger Dan Baird, ex-voorman van The Georgia Satellites. Het is de eerste single van zijn eerste soloalbum Love Songs for the Hearing Impaired uit 1993. In december 1992 werd het nummer op single uitgebracht.

## Achtergrond
De single, welke gaat over een jongen die verliefd is op zijn lerares, werd enkel in de Verenigde Staten en Nederland een hit. In thuisland de VS werd de 2e positie behaald in de  Billboard Hot 100.
In Nederland werd de single op zaterdag 9 januari 1993 (destijds de nieuwe uitzenddag van Veronica) verkozen tot Radio 3 Alarmschijf van de week en werd een radiohit in de destijds twee landelijke hitlijsten op de nationale publieke popzender. De single bereikte de 12e positie in de Nederlandse Top 40 en de 17e in de Nationale Top 100.
In België werd géén notering behaald in zowel de voorloper van de Vlaamse Ultratop 50 als de Vlaamse Radio 2 Top 30 en de Waalse hitlijst.